# Voorlopige regering van België (1814-1815)
De Voorlopige regering van België, de Generaal-gouvernement van België oftwel het Algemeen Bestuur der Nederlanden bestuurde de Zuidelijke Nederlanden van februari 1814 tot september 1815, toen de Zuidelijke Nederlanden definitief werden opgenomen in het Verenigd Koninkrijk der Nederlanden. De officiële stukken in die tijd zijn in het Frans (Gouvernement Général de la Belgique) of in het Duits (Generalgouvernement von Belgien).
In opdracht van  de Hoge Geallieerde Machten, vertegenwoordigd door de Centrale Commissie voor de administratie van de op Frankrijk heroverde landen onder leiding van baron Heinrich Friedrich Karl vom und zum Stein werden in januari 1814 verschillende generaal-gouvernementen (algemene besturen) ingericht in de heroverde of bevrijde gebieden.
In het Verdrag van Parijs van 30 maart 1814 werd beslist om de verantwoordelijkheid voor de Zuidelijke-Nederlanden over te dragen aan de bezettende machten Engeland en Nederland. De commissie van baron von Stein werd op 15 juni ontbonden. De gouverneur-generaal De Vincent deed zijn termijn uit en werd op 1 augustus 1814 vervangen door prins Willem van Oranje.
Vanaf 16 maart 1815 tot aan de volledige vereniging met de Noordelijke Nederlanden op 21 september 1815 werkte de regering onder de soevereiniteit van het huis Oranje-Nassau.

## Grondgebied
Onder de bevoegdheid van deze voorlopige regering vielen aanvankelijk alleen de departementen: Leie, Dijle, Schelde, Twee Neten, Jemappes en Samber en Maas.
De departementen Roer, Nedermaas en Ourthe vielen onder het generaal-gouvernement van de Nederrijn; het Woudendepartement viel onder de bevoegdheid van het generaal-gouvernement van de Middenrijn. Op 12 juni 1814 werden beide laatste regeringen samengevoegd tot het generaal-gouvernement van de Neder- en Middenrijn.
Op 20 augustus 1814 werd de gehele linker-Maasoever overgeheveld naar het Belgische generaal-gouvernement. Tezelfdertijd werd de rechter-Maasoever, dit is het grootste deel van het departement Samber en Maas, overgeheveld naar het generaal-gouvernement van de Neder- en Middenrijn. 
Op 12 mei 1815 na het Congres van Wenen werden dan weer de delen van de latere (Nederlandse) provincies Limburg, Luik en Namen gelegen aan de rechter-Maasoever, overgeheveld.

## De eerste regering
Na de intrede van Karel August van Saksen-Weimar-Eisenach en generaal Friedrich Wilhelm von Bülow in Brussel, verklaarden de geallieerden op 11 februari 1814 België bevrijd. Ze stelden twee commissarissen aan die belast werden met het installeren van een voorlopige regering in België: Lodewijk von Wolzogen (1773-1845), stafchef van de hertog van Saksen-Weimar, generaal-majoor in Russische dienst, en Hermann von Boyen (1771-1848), stafchef van von Bülow, generaal-majoor in dienst van Pruisen.
Op 15 februari 1814 installeerden de geallieerden een voorlopige regering van België. De opdracht van Von Wolzogen en Von Boyen was hiermee ten einde. Baron von Wolzogen maakte op 16 februari de samenstelling van het provisioneel generaal-gouvernement van België bekend. Daarin oefenden de graaf van Lottum en de heer Delius als commissarissen-generaal voor de Verbondenen tot aan de komst van gouverneur-generaal Karl van (der) Horst het hoogste gezag uit, respectievelijk voor het militaire en het burgerlijke aspect (ook militair en burgerlijk gouverneur genoemd). Daarnaast was er een gouverneur-generaal, bijgestaan door een Bestuursraad (Conseil Administratif) en door de secretarissen-generaal voor Militaire Zaken, Binnenlandse Zaken en Politie, Financiën, Justitie en Eredienst. De samenstelling was als volgt:
- Heinrich Christoph Karl Hermann Reichsgraf von Wylich und Lottum (1773-1830) zal de belangen der Hoge Geallieerden waarnemen voor het militaire gedeelte (militair gouverneur), tot 18 maart 1814;[3]
- Daniel Heinrich Delius (1773-1832) voor het civiele gedeelte (burgerlijk gouverneur), tot 18 maart 1814 ;
- Gouverneur-generaal van België werd Frédéric Auguste Alexandre de Beaufort-Spontin (1751 - 1817). De hertog van Beaufort-Spontin was als hoofd van een delegatie Belgische notabelen naar het hoofdkwartier van de geallieerden in Chaumont vertrokken om daar hun visie op de toekomst van België te gaan vertolken.
- Leden van de generale administratieve raad:
  - Eugène-Jean de Robiano (1741-1820), die ook de functie waarnam van gouverneur-generaal bij afwezigheid van de hertog van Beaufort
  - Gaspar Joseph Ferdinand de Limpens (1739-1822), oud-kanselier van Brabant ; lid van de Administratieve Raad tot 16 september 1815
  - Martial-Joseph-Louis de le Vielleuze (1759-1821), secretaris-generaal
  - Philippe Ambroise Eugène Ghislain d'Olmen baron de Poederlé (1773-1815), secretaris-generaal voor de Militaire bewapening
  - Charles de Brouckère (1757-1850), secretaris-generaal voor Politie
  - Joseph-Henri de Crumpipen (1771-), secretaris-generaal voor Financiën
  - Egide-Corneille de Jonghe (1753-1818), secretaris-generaal voor Justitie en voor de belangen der geestelijkheid
  - secretaris van de Administratieve Raad werd Pieter-Jan L’Ortye (1753-1838)

Op 25 februari 1814 richtten de commissarissen-generaal het Journal officiel du Gouvernement de la Belgique op, waarin alle officiële berichten en verordeningen van de commissarissen en van de regering werden gepubliceerd ten behoeve van de ondergeschikte besturen en van alle burgers. Het eerste nummer verscheen op 1 maart 1814.

## Gouverneurs-generaal
In opdracht van de geallieerden werd het land bestuurd door een gouverneur-generaal (gouverneur-generaal van België of algemeen bestuurder der Nederlanden):
- vanaf 15 februari 1814: Frédéric Auguste Alexandre de Beaufort-Spontin
- vanaf 19 maart 1814: Karl van (der) Horst, einde van de functies van de commissarissen-generaal Delius en graaf de Lottum
- vanaf 6 mei 1814: Nicolas Charles de Vincent
- vanaf 1 augustus 1814: prins Willem van Oranje.

## De eerste intendanten
De departementen bleven bestaan maar de regering benoemde in februari 1814 aan het hoofd nu een (voorlopige) 'intendant' (in het Frans intendant départemental) in plaats van de prefect. 
- Dijle – zetelt in Brussel: Jacques Joseph Dominique d'Anethan (1769-1841)
- Schelde – zetelt in Gent: Charles Liévin Beaucarne (1756-1815) – later Jean-Baptiste d'Hane de Steenhuyse (1757-1826)
- Leie – zetelt in Brugge: Bernard Van Severen (1761-1837) en vanaf april 1814 Constantin de Preud'homme d'Hailly de Nieuport
- Twee Neten -  zetelt in Mechelen: François Louis Joseph de Wargny (1750-1816)
- Jemappe – zetelt in Bergen: Bonaventure-Hyacinthe-Joseph ridder de Bousies (1755-1831)
- Samber en Maas – zetelt in Namen: Gabriel-Amour-Joseph de Bruges de Branchon (1766-1844)
- De regering benoemde ook intendanten voor de departementen Beneden-Maas (Brandes) en Wouden (Dormechville), maar deze departementen werden ondergebracht bij de gouvernementen van respectievelijk Beneden-Rijn en Midden-Rijn, zodat deze intendanten hun functie niet opnamen.

## Soeverein vorst Willem
Het Londenprotocol van 21 juni 1814 nodigde prins Willem uit om de post van gouverneur-generaal van België te aanvaarden en de vereniging van de Nederlanden voor te bereiden. Willem aanvaardde dit op 21 juli en kondigde op 1 augustus aan dat hij de regering van België in handen nam. Op 16 maart 1815 nam hijzelf de soevereiniteit op. Hiermee ontstond een personele unie van Noord- en Zuid-Nederland onder leiding van een souverein vorst.
Na zijn aantreden benoemde Willem op 12 augustus 1814 de nieuwe regering, die op 15 augustus werd geïnstalleerd. De Administratieve Raad verving hij door een Geheime Raad (Conseil privé). De hoofden van de departementen (in de zin van ministeries) waren de commissarissen-generaal. De regering bleef functioneren tot 16 september 1815:
- Frédéric Auguste Alexandre de Beaufort-Spontin, president van de Geheime Raad
- Charles-Joseph d'Ursel, commissaris-generaal voor Binnenlandse Zaken, tot 16 september 1815
- Jean Henry Appelius, commissaris-generaal van Financiën, tot 16 september 1815
- Charles Thiennes de Lombise, commissaris-generaal van Justitie, tot 16 september 1815
- Het departement van oorlog werd aanvankelijk toevertrouwd aan een commissie met als voorzitter Robert Fagel. Op 31 augustus werd generaal Jan Willem Janssens aangesteld als commissaris-generaal. Hij bleef in deze functie tot 15 december 1814, waarna zijn assistent, generaal Ralph Dundas Tindal, verder belast werd met de organisatie van het Belgische leger.
- Leden van de Geheime Raad:
  - Joannes van Velde tot Melroy en Sart-Bomal, voormalig bisschop van Roermond
  - Willem Charles Ghislain van Merode (1762-1830)
  - Gaspar Joseph Ferdinand de Limpens (1739-1822)
  - Martial-Joseph-Louis de le Vielleuze, heer van Hove, (Lessen, 1759 - Brussel 1821)
  - Egide-Corneille de Jonghe
  - Charles Ghislain de Marnix
  - Benoit Joseph Holvoet
- Godert van der Capellen (1778-1848) werd commissaris vanwege de vorst bij het Generaal-gouvernement in België (secretaris van staat) tot oktober 1814 en van maart 1815 tot augustus 1815. Pierre Louis Joseph Servais van Gobbelschroy (1784-1850) werd op 17 augustus benoemd tot secretaris van het Staatssecretariaat van het Belgisch Gouvernement en bleef in die functie tot september 1815.